# Passion Orange
Passion Orange er et dansk 90'er rockband, med rødder i København. 
Bandet består af Benjamin Hammerum (guitar), Jonas Gauguin (bas), Bjarni Olsen (guitar), Mads Juhl Pedersen (trommer), Henrik Søgaard (vokal).  
Passion Orange’s  musikkarriere tog fart da de vandt Danmarks største musikkonkurrence DM i rock i 1992 foran et kuld af nye bands der kom til at præge dansk musik langt op i 90’erne. 
I en stor artikel i februar 2020 udgaven af musikmagasinet Gaffa fortæller Dizzy Miss Lizzy, Kashmir og Psyched up Janis at Passion Orange som frontløbere for “grungemusik” i Danmark, var en inspiration for den gruppe af nye unge bands der senere fik navnet den grønne bølge. 
Passion Orange var mest kendt for deres intense og energiske koncerter, men på deres andet album “Back in the box” fra 1995 forløste de også deres potentiale på albumformat. Bandet toppede nu også radiolisterne med sangen Saltcracker og Gaffa’s læsere kårede Passion Orange som et af årets tre vigtigste danske bands.
Albummet “Back in the box” blev nomineret til en Grammy i 1996.
Musikanmelder Kim Skotte fra dagbladet Politiken skrev i en anmeldelse af albummet: Passion Orange har på deres andet album “Back in the box” reduceret forbillederne til stærkt krydderi og lavet en af de på een gang mest intense og uforskammet iørefaldende danske rockplader i lang tid. 
Passion Orange blev købt fri af deres pladekontrakt på det lille pladeselskab Instant Records og var nu på Virgin Records, som stod klar til at give gruppen det sidste skub mod det endelige gennembrud. Gruppen stod foran deres største turné til dato, da forsanger Henrik Søgaard, to dage før gruppen skulle åbne deres turné på Roskilde Festivalen, kom ud for en ulykke der gjorde at gruppen måtte aflyse al koncertaktivitet et år frem i tiden. 
Det store gennembrud lod derfor vente på sig, og gruppen brugte tiden derefter på at indspille deres tredje album “Happy” i samarbejde med den store amerikanske mixermogul Don Smith (Rolling Stones, Traveling Wilburys, Eurythmics osv).
Om albummet “Happy” skrev musikanmelder fra Gaffa, Finn P. Madsen bl.a.: 
Henrik Søgaard har ganske enkelt fået sunget sig op som en af ny dansk rocks bedste sangere, og hvis gruppen med “Happy” ikke får deres endelige gennembrud er der ingen retfærdighed til. 
Passion Orange nåede at spille support for den legendariske amerikanske gruppe Kiss, på deres turné i 1997, og spillede kort derefter på den næsten ligeså legendariske “grøn Scene” på Roskilde Festivalen, deres sidste koncert, inden gruppen kort tid efter i et interview med Carsten Holm på P3 proklamerede at de valgte at holde en pause.

## Diskografi
- Consequences (CD). Instant Records – 1994.
- Trust – Insanity (CD, Single, Promo). Instant Records – 1994
- Back In The Box (CD, Album, Dig). Instant Records – 1995
- Happy (CD, Album). Virgin Records (Denmark) – 1997

 Der er for få eller ingen kildehenvisninger i denne artikel, hvilket er et problem. Du kan hjælpe ved at angive troværdige kilder til de påstande, som fremføres i artiklen.